# 山崎謙吾
山﨑 謙吾（やまさき けんご、1992年7月30日 - ）は、茨城県出身の陸上競技選手。専門は400mで46秒00の自己ベストを持つ。2013年モスクワ世界選手権男子4×400mリレーの日本代表。

## 経歴
茨城県出身。血液型はAB型。北茨城市立中郷第一小学校、北茨城市立中郷中学校、埼玉栄高等学校、日本大学（文理学部体育学科）卒業。モンテローザを経て、現在はヤマダ電機所属。

### 高校生時代まで
小中学校時代はサッカー部に所属。中学校時代に校内の陸上大会400mで優勝すると、市の大会、県北の大会、県の大会でも優勝。全日中の参加標準記録（52秒14）を切ることはできなかったが、関東大会に出場して5位入賞を果たした。全国の舞台はジュニアオリンピックで経験（予選敗退）。中学時代の自己ベストは関東大会予選でマークした50秒80。
2008年、本格的に陸上競技を始める決意をし、埼玉の名門埼玉栄高校に進学。1年時は県大会400m準決勝で敗退し、インターハイには出場できなかった。1年目の自己ベストは50秒24。
2009年、インターハイの10日前に行われた国体予選400mにおいて、今季高校ランク1位および自身初の46秒台となる46秒93をマーク。インターハイでは400mを46秒83の自己ベストで制すると、アンカーを務めた4×400mリレーは埼玉県勢初の優勝に貢献し、大会2冠を達成した。10月には国体少年A400mを46秒94で制し、高校2冠を達成。「来年のための経験に」と日本ユース選手権ではなく日本ジュニア選手権に出場すると、400m決勝で今季4度目の46秒台となる46秒98をマークし、2位に0秒46の差をつける完勝で高校3冠を飾った。
2010年、日本選手権400mに男子高校生でただ一人の出場を果たした。日本選手権は予選敗退に終わったが、インターハイ400mで史上5人目となる連覇を達成。国体は3位に終わり2年連続の高校3冠は逃したが、日本ジュニア選手権は制して高校2冠を達成した。

### 大学生時代
2011年、日本大学（文理学部体育学科）に進学。
2013年、高校以来2度目の出場となった6月の日本選手権400mで46秒00の自己ベストをマークして2位に入るも、モスクワ世界選手権の参加標準記録は切れなかった。しかし、7月のアジア選手権4×400mリレーで日本代表（石塚祐輔、金丸祐三、渡邉和也、廣瀬英行）が参加標準記録を突破。日本陸連がモスクワ世界選手権の4×400mリレーに選手を派遣することを決めたため、日本代表に選出された。8月のモスクワ世界選手権4×400mリレーに日本代表ただ一人の学生選手として出場し、日本代表（山﨑謙吾、金丸祐三、廣瀬英行、中野弘幸）の1走を務めた。結果は3分02秒43の1組4着で、決勝に着順で進出できる組2着以内に入れず、タイムでも拾われず全体10位の予選敗退に終わった。9月の日本インカレ400mを制し、大学生になって初の全国タイトルを獲得した。
2014年、3月のソポト世界室内選手権4×400mリレーで負傷。この時から長い怪我との付き合いが始まった。

### 社会人時代
2015年、4月にモンテローザに入社し、同社陸上競技部に所属。
2016年、所属するモンテローザ陸上競技部が2017年3月31日付で廃部されることが8月に発表された。これに伴い、9月末日付でモンテローザを退社した。
2017年、4月にヤマダ電機陸上競技部に入部。

## 人物
- 趣味はスポーツ観戦[1]。
- 好きな食べ物はステーキ、嫌いな食べ物は寿司[1]。

## 自己ベスト
- 記録欄の（　）内の数字は風速（m/s）で、+は追い風を意味する。

| 種目 | 記録          | 年月日         | 場所   | 備考 |
| 屋外 | 屋外          | 屋外           | 屋外   | 屋外 |
| ---- | ------------- | -------------- | ------ | ---- |
| 100m | 10秒83 (+2.0) | 2010年4月11日  | 上尾市 |      |
| 200m | 21秒27 (+0.7) | 2013年7月21日  | 千葉市 |      |
| 400m | 46秒00        | 2013年6月8日   | 調布市 |      |
| 800m | 1分53秒57     | 2014年10月26日 | 東京都 |      |

## 主な成績
- 備考欄の記録は当時のもの

### 国際大会
| 年         | 大会                     | 場所     | 種目    | 結果   | 記録            | 備考     |
| ---------- | ------------------------ | -------- | ------- | ------ | --------------- | -------- |
| 2009 (高2) | 日韓中ジュニア交流競技会 | 木浦     | 400m    | 優勝   | 48秒27          |          |
| 2009 (高2) | 日韓中ジュニア交流競技会 | 木浦     | 400m    | 2位    | 47秒82          |          |
| 2009 (高2) | 日韓中ジュニア交流競技会 | 木浦     | 4x100mR | 2位    | 41秒19 (3走)    |          |
| 2009 (高2) | 日韓中ジュニア交流競技会 | 木浦     | 4x100mR | 2位    | 41秒11 (3走)    |          |
| 2010 (高3) | アジアジュニア選手権     | ハノイ   | 400m    | 5位    | 48秒55          |          |
| 2010 (高3) | アジアジュニア選手権     | ハノイ   | 4x400mR | 2位    | 3分12秒14 (4走) |          |
| 2013 (大4) | ユニバーシアード (en)    | カザン   | 400m    | 準決勝 | 46秒90          | 全体13位 |
| 2013 (大4) | ユニバーシアード (en)    | カザン   | 4x400mR | 5位    | 3分06秒58 (4走) |          |
| 2013 (大4) | 世界選手権               | モスクワ | 4x400mR | 予選   | 3分02秒43 (1走) | 全体10位 |
| 2013 (大4) | 東アジア大会 (en)        | 天津     | 400m    | 4位    | 47秒40          |          |
| 2013 (大4) | 東アジア大会 (en)        | 天津     | 4x400mR | 2位    | 3分07秒32 (1走) |          |
| 2014 (大4) | 世界室内選手権           | ソポト   | 4x400mR | 予選   | 3分12秒63 (1走) | 全体10位 |

### 日本選手権
- リレー種目は日本選手権リレーの成績

| 年         | 大会    | 場所     | 種目    | 結果 | 記録            | 備考       |
| ---------- | ------- | -------- | ------- | ---- | --------------- | ---------- |
| 2009 (高2) | 第93回  | 横浜市   | 4x400mR | 予選 | 3分19秒14 (4走) |            |
| 2010 (高3) | 第94回  | 丸亀市   | 400m    | 予選 | 47秒06          |            |
| 2010 (高3) | 第94回  | 横浜市   | 4x100mR | 予選 | 41秒95 (4走)    |            |
| 2010 (高3) | 第94回  | 横浜市   | 4x400mR | 予選 | 3分15秒46 (2走) |            |
| 2012 (大2) | 第96回  | 横浜市   | 4x400mR | 3位  | 3分07秒37 (4走) |            |
| 2013 (大3) | 第97回  | 調布市   | 400m    | 2位  | 46秒00          | 自己ベスト |
| 2015 (社1) | 第99回  | 新潟市   | 400m    | 予選 | 47秒27          |            |
| 2016 (社2) | 第100回 | 名古屋市 | 400m    | 予選 | 47秒67          |            |

### その他
- 主要大会を記載

| 年         | 大会                   | 場所          | 種目      | 結果   | 記録            | 備考       |
| ---------- | ---------------------- | ------------- | --------- | ------ | --------------- | ---------- |
| 2007 (中3) | ジュニアオリンピック   | 横浜市        | 400m      | 予選   | 52秒53          |            |
| 2009 (高2) | インターハイ           | 奈良市        | 400m      | 優勝   | 46秒83          | 高2歴代7位 |
| 2009 (高2) | インターハイ           | 奈良市        | 4x400mR   | 優勝   | 3分12秒38 (4走) |            |
| 2009 (高2) | 国民体育大会           | 新潟市        | 400m      | 優勝   | 46秒94          |            |
| 2009 (高2) | 日本ジュニア選手権     | 甲府市        | 400m      | 優勝   | 46秒98          |            |
| 2010 (高3) | 静岡国際               | 袋井市        | 400m      | 決勝   | 47秒56          |            |
| 2010 (高3) | 南部記念               | 札幌市        | 400m      | 5位    | 48秒26          |            |
| 2010 (高3) | インターハイ           | 沖縄市        | 200m      | 予選   | 22秒63 (-2.6)   |            |
| 2010 (高3) | インターハイ           | 沖縄市        | 400m      | 優勝   | 47秒79          |            |
| 2010 (高3) | インターハイ           | 沖縄市        | 4x100mR   | 2位    | 41秒24 (4走)    |            |
| 2010 (高3) | インターハイ           | 沖縄市        | 4x400mR   | 2位    | 3分13秒28 (4走) |            |
| 2010 (高3) | 国民体育大会           | 千葉市        | 400m      | 3位    | 47秒49          |            |
| 2010 (高3) | 国民体育大会           | 千葉市        | 4x100mR   | 準決勝 | 41秒17 (4走)    |            |
| 2010 (高3) | 日本ジュニア選手権     | 名古屋市      | 400m      | 優勝   | 47秒63          |            |
| 2011 (高3) | 日本ジュニア室内大阪   | 大阪市        | 60m       | 予選   | 7秒08           |            |
| 2011 (大1) | 静岡国際               | 袋井市        | 400m      | 7位    | 48秒50          |            |
| 2011 (大1) | 関東インカレ (1部)     | 東京都        | 400m      | 予選   | 48秒70          |            |
| 2011 (大1) | 関東インカレ (1部)     | 東京都        | 4x400mR   | 予選   | 3分11秒22 (1走) |            |
| 2011 (大1) | 日本学生個人選手権     | 平塚市        | 400m      | 準決勝 | 48秒57          |            |
| 2011 (大1) | 日本インカレ           | 熊本市        | 400m      | 予選   | 47秒27          |            |
| 2011 (大1) | 日本インカレ           | 熊本市        | 4x400mR   | 6位    | 3分07秒85 (4走) |            |
| 2012 (大2) | 関東インカレ (1部)     | 東京都        | 400m      | 8位    | 1分29秒74       |            |
| 2012 (大2) | 関東インカレ (1部)     | 東京都        | 4x400mR   | 決勝   | DNF (1走)       |            |
| 2012 (大2) | トワイライト・ゲームス | 東京都        | 400m      | 4位    | 47秒65          |            |
| 2012 (大2) | 日本インカレ           | 東京都        | 400m      | 3位    | 46秒90          |            |
| 2012 (大2) | 日本インカレ           | 東京都        | 4x400mR   | 4位    | 3分06秒50 (2走) |            |
| 2012 (大2) | 実業団・学生対抗       | 小田原市      | 400m      | 2位    | 47秒34          |            |
| 2012 (大2) | 実業団・学生対抗       | 小田原市      | メドレーR | 2位    | 1分50秒50 (3走) |            |
| 2013 (大3) | 静岡国際               | 袋井市        | 400m      | 7位    | 46秒17          | 自己ベスト |
| 2013 (大3) | 関東インカレ (1部)     | 東京都 横浜市 | 400m      | 優勝   | 46秒31          |            |
| 2013 (大3) | 関東インカレ (1部)     | 東京都 横浜市 | 4x400mR   | 優勝   | 3分04秒96 (4走) |            |
| 2013 (大3) | トワイライト・ゲームス | 東京都        | 400m      | 優勝   | 46秒57          |            |
| 2013 (大3) | 日本インカレ           | 東京都        | 400m      | 優勝   | 46秒65          |            |
| 2013 (大3) | 日本インカレ           | 東京都        | 4x400mR   | 3位    | 3分08秒39 (4走) |            |
| 2014 (大4) | 関東インカレ (1部)     | 熊谷市        | 400m      | 準決勝 | 51秒61          |            |
| 2014 (大4) | トワイライト・ゲームス | 東京都        | 4x400mR   | 3位    | 3分08秒82 (1走) |            |
| 2014 (大4) | 日本インカレ           | 熊谷市        | 400m      | 予選   | 47秒58          |            |
| 2014 (大4) | 日本インカレ           | 熊谷市        | 4x400mR   | 3位    | 3分04秒93 (4走) |            |
| 2014 (大4) | 国民体育大会           | 諫早市        | 400m      | 予選   | 47秒89          |            |
| 2015 (社1) | 静岡国際               | 袋井市        | 400m      | 2位    | 46秒72          |            |
| 2015 (社1) | 全日本実業団選手権     | 岐阜市        | 400m      | 予選   | 48秒27          |            |
| 2016 (社2) | 静岡国際               | 袋井市        | 400m      | 決勝   | 47秒21          |            |
| 2016 (社2) | 東日本実業団選手権     | 熊谷市        | 400m      | 優勝   | 46秒97          |            |
| 2016 (社2) | 全日本実業団選手権     | 大阪市        | 400m      | 5位    | 47秒66          |            |
| 2016 (社2) | 全日本実業団選手権     | 大阪市        | 4x400mR   | 4位    | 3分13秒25 (4走) |            |
| 2017 (社3) | 東日本実業団選手権     | 秋田市        | 400m      | 6位    | 48秒08          |            |
| 2017 (社3) | 全日本実業団選手権     | 大阪市        | 400m      | 7位    | 47秒60          |            |
| 2018 (社4) | 木南記念               | 大阪市        | 400m      | 5位    | 46秒81          |            |
| 2018 (社4) | 東日本実業団選手権     | 熊谷市        | 400m      | 2位    | 47秒33          |            |